# Boris Lojkine
Pour les articles homonymes, voir Lojkine.
Boris Lojkine est un réalisateur et scénariste français, né en 1969.
D'abord auteur de documentaires à partir de 2001, il est passé à la fiction avec Hope, sorti en 2014.

## Biographie
Ancien élève de l'École normale supérieure (promotion A/L 1988, major), agrégé de philosophie (1991), il a enseigné cette discipline à l’université d'Aix-Marseille avant d'entreprendre la réalisation de documentaires inspirés par son séjour au Vietnam.
Il réalise des documentaires au Vietnam, avec les moyens métrages Ceux qui restent et Les Chantiers de la coopération, puis le long Les Âmes errantes qui est diffusé au Vietnam sur la chaîne VTV 1, à 20h, le 24 juillet 2006, devant 15 à 20 millions de téléspectateurs.
Il cesse de tourner des films documentaires au Vietnam car, dit-il, « j’en ai eu marre du Vietnam quand j’ai eu l’impression que, par son ouverture, par son occidentalisation, ce pays se mettait à ressembler aux autres. J’avais moins de sentiment d’aventure, je commençais à penser que c’était mieux avant et je me suis dit qu’il était temps de partir ailleurs ». Il commence alors à travailler en République démocratique du Congo.
En 2013, il tourne en Afrique son premier film de fiction, Hope, récompensé en 2014 notamment par le prix SACD de la Semaine de la critique.
Il remporte le prix du public au Festival international du film de Locarno 2019 pour sa deuxième fiction, Camille.
En 2024, il sort L’Histoire de Souleymane,  qui reçoit le Prix du jury dans la section Un certain regard au Festival de Cannes, ainsi que le Prix du meilleur scénario original à la Cérémonie des César. Le film suscite aussi quatre prix d'interprétation à son interprète principal, l'acteur alors non professionnel Abou Sangaré. 

## Filmographie
Sauf indication contraire, les informations mentionnées dans cette section peuvent être confirmées par les bases de données cinématographiques IMDb et Allociné,  présentes dans la section « Liens externes ».

### Réalisateur
- 2001 : Ceux qui restent (moyen métrage documentaire)
- 2004 : Les Chantiers de la coopération (moyen métrage documentaire)[9]
- 2005 : Les Âmes errantes (documentaire)
- 2014 : Hope
- 2019 : Camille
- 2024 : L’Histoire de Souleymane[10]

### Scénariste
Outre ses propres films, Boris Lojkine a collaboré à l'écriture d'un scénario :
- 2018 : Seule à mon mariage de Marta Bergman

### Acteur
Boris Lojkine joue des rôles secondaires dans certains de ses propres films :
- 2014 : Hope : le client de Hope
- 2024 : L’Histoire de Souleymane : le restaurateur

## Distinctions

### Récompenses
- Festival de Cannes 2014 : Prix SACD (sélection Semaine de la critique) pour Hope
- Festival du film francophone d'Angoulême 2014 : Valois de la mise en scène pour Hope
- Festival international du film de Locarno 2019 : Prix du public pour Camille
- Festival international du film francophone de Namur 2019 : Bayard d’Or du meilleur scénario pour Camille
- Festival de Cannes 2024 : Prix du jury dans la section Un certain regard pour L'Histoire de Souleymane[10]
- César 2025 : Meilleur scénario original pour L'Histoire de Souleymane (avec Delphine Agut)

### Nominations
- César 2025 : Meilleure réalisation pour L'Histoire de Souleymane